# 오쿠라 타카히로
오쿠라 타카히로(일본어: 大倉崇裕, 1968년 ~)는 일본 교토부 출신의 추리소설 작가이다. 가쿠슈인대학 법학부를 졸업하였다.

## 경력
양주 관련 기업, 형사잡지 편집부 등에서 근무하는 동안 카이토 에이스케의 소설 강좌에 다녔었다. 미스테리 신인상에 응모하여 최종후보까지 올라간 경험도 있다. 1997년에 『3명째의 유령』으로 제4회 소겐 추리 단편선 가작을 수상, 같은 해 『이집트인이 왔다』가 아유카와 테츠야가 편찬한 앤솔러지 『본격추리10』에 실렸다. 1998년 『툴&스톨』로 제20회 소설 추리 신인상을 수상하였으며, 2001년 『3명째의 유령』이 첫 소설 단행본으로 발간되었다.
괴수나 특촬물의 피규어등에도 관심이 많아 이를 소재로 한 작품 『무법지대~환상의 ?를 찾아서』도 발표하였다. 또 《울트라맨 맥스》의 7화 대본에 참여하거나 『형사 콜롬보 살인의 서곡』『형사 콜롬보 죽음의 인수인』을 번역하기도 했다. 또 형사잡지 편집부에서 일했던 경험을 살려 『시라토 오사무의 사건부』이란 작품을 만들기도 하였다.
겟케이칸의 사장인 오쿠라 하루히코와는 사촌지간이다.

## 미스테리 소설 랭킹

### 이 미스테리가 대단해
- 2002년 - 『3명째의 유령』20위
- 2004년 - 『일곱 번 여우』14위
- 2009년 - 『성역』19위

### 본격 미스테리 베스트 10
- 2002년 - 『3명째의 유령』6위
- 2004년 - 『일곱 번 여우』4위
- 2007년 - 『후쿠이에 경부보의 인사』8위
- 2010년 - 『후쿠이에 경부보의 재방문』15위

## 작품리스트
※ 일본 위키백과 정보를 토대로 작성하였습니다.
※ 단행본, 문고본 상관없이 처음 발행 정보만 적었습니다.
※ 개정판의 경우만 별도로 정보 추가하였습니다.

### 시리즈

#### 라쿠고 시리즈
- 3명째의 유령 (2001년 5월)
- 일곱 번 여우 (2003년 7월)
- 상냥한 사신 (2005년 1월)

#### 시라토 오사무 시리즈
- 툴&스톨 (2002년 8월)
  - 【개정】시라토 오사무의 사건부 (2005년 6월)
- 시라토 오사무의 낭패 (2010년 3월)
- 시라토 오사무의 도망 (2013년 9월)

#### 후쿠이에 경부보 시리즈
- 후쿠이에 경부보의 인사 (2006년 6월)
- 후쿠이에 경부보의 재방문 (2009년 5월)
- 후쿠이에 경부보의 보고 (2013년 2월)
- 후쿠이에 경부보의 추급 (2015년 4월)
- 후쿠이에 경부보의 고찰 (2018년 5월)

#### 오치켄 시리즈
- 오치켄! (2007년 10월)
- 오치켄, 핀치!! (2009년 5월)
- 오치켄 탐정의 사건부 (2012년 10월)

#### 경시청 이키모노계(생물계) 시리즈
- 작은 섬을 사랑한 용의자 (2010년 7월)
- 벌에 매료된 용의자 경시청 총무부 동식물관리계 (2014년 7월)[내용주 1]
  - 【개정】벌에 매료된 용의자 경시청 이키모노계 (2017년 1월)
- 펭귄을 사랑한 용의자 경시청 총무부 동식물관리계 (2015년 11월)
  - 【개정】펭귄을 사랑한 용의자 경시청 이키모노계 (2017년 6월)
- 공작을 사랑한 용의자 경시청 이키모노계 (2017년 6월)
- 아로와나를 사랑한 용의자 경시청 이키모노계 (2019년 6월)

#### 문제 물건 시리즈
- 문제 물건 (2013년 8월)
- 천사가 사는 방 문제물건 (2016년 3월)

### 논시리즈
- 무법지대~환상의 ?를 찾아서 (2003년 11월)
- 야밤 중에서 동틀 때까지 (2005년 10월)
- 경관클럽(구락부) (2007년 2월)
- 성역 (2008년 5월)
- 생환 산악 수사관 카마타니 료지 (2008년 8월)
- 백홍(하얀 무지개) (2010년 12월)
- 동우(진눈깨비) (2012년 3월)
- 하뢰(여름 번개) (2012년 7월)
- BLOOD ARM (2015년 6월)
- GEEKSTER 아키하바라서 수사1계 코코노에 유코 (2016년 1월)
- 슈트 액터 탐정의 사건부 (2016년 6월)
- 추무(겨울 안개) (2017년 7월)
- 주카이 경찰 (2017년 10월)
- 코토노키 산장의 불가사의 사건부 (2018년 6월)
- 사신형사 (2018년 9월)
  - 수록작품 : 사신의 눈 / 사신의 손 / 사신의 얼굴 / 사신의 등

### 노벨라이즈
- 명탐정 코난 진홍의 연가 (2017년 12월)[내용주 2]
- GODZILLA 괴수혹성 (감수：우로부치 켄, 2018년 11월)
- GODZILLA 별을 먹는 자 (감수：우로부치 켄, 2018년 12월)
- 퍼스트러브 (원안・각본：나카무라 마사, 2020년 2월)

### 앤솔러지
- 본격추리10 독특한 살인귀들 (1997년 7월) 「이집트인이 왔다」
- 소설 추리 신인상 수상작 앤솔러지2 (2000년 11월) 「툴&스톨」
- 본격 미스테리02 (2002년 5월) 「상냥한 사신」
  - 【분철・개정】사신과 뇌명의 암호 (2006년 1월)
- 명탐정을 뒤쫓자 (2004년 10월) 「사인페인터」
- 강에 시체가 있는 풍경 (2006년 5월) 「수색자」
- 본격 미스테리07 (2007년 5월) 「후쿠이에 경부보의 재난」
  - 【개정】법정 잭의 심리학 (2011년 1월)
- 말이 내리는 숲 (2010년 2월) 「클라이밍짐 체험기」
- 곤도 후미에 리퀘스트! 펫의 앤솔러지 (2013년 1월) 「가장 현명한 새」
- 내가 데뷔했을 때 미스테리 작가 51인의 시작[내용주 3] (2014년 6월) 「선생님은 란포상 작가」
- 괴수 문예의 역습 (2015년 3월) 「괴수 체이서」
- 더 베스트 미스레티2019 추리소설연감 (2019년 6월) 「도쿄역 출발 6시 노조미 1호 하카타행」

### 번역
- 형사 콜롬보 살인의 서곡 (2000년 4월)
- 형사 콜롬보 죽음의 인수인 (2000년 9월)

## 영상화된 작품

### TV 드라마
- 후쿠이에 경부보의 인사~오컴의 면도기~ (2009년 1월 2일, NHK종합, 주연 : 나가사쿠 히로미, 원작 : 『후쿠에이 경부보의 인사』 중 오컴의 면도기 편)
- 시라토 오사무의 사건부 (2012년 1월 20일 ~ 3월 30일, 전10화, TBS 프라이데이 드라마 NEO, 주연 : 치바 유다이)
- 후쿠에이 경부보의 인사 (2014년 1월 14일 ~ 3월 25일, 전11화, 후지TV 화요일 밤 9시 드라마 주연 : 단 레이）
- 경시청 이키모노계 (2017년 7월 9일 ~ 9월 10일, 전10화, 후지TV 일요일 밤 9시 드라마, 주연 : 와타베 아츠로）

### 웹드라마
- 사신씨 (2021년 9월 17일 ~ 예정, 전6화, 훌루 재팬, 주연 : 다나카 케이)

## 외부 작품

### TV 애니메이션
- 명탐정 코난
  - 제829화「불가사의한 소년」
  - 제855화「사라진 흑대의 수수께끼」
  - 제936화「푸드코트의 음모」
  - 제965 ~ 968화「명탐정 코난 대괴수 고메라 VS 가면 야이바」
- 루팡3세 PART5
  - 제17화「탐정 짐 바넷 3세의 인사」
- 루팡3세 PART6
  - 시리즈 구성

### 극장판 애니메이션
- 명탐정 코난 진홍의 연가 (2017년)
- 명탐정 코난 감청의 권 (2019년)

### 특촬물
- 울트라맨 맥스
  - 제7화「별의 파괴자」 (카지 켄고와 합작)
  - 제32화「에리 파괴지령」

## 같이 보기
- 사신형사

### 내용주
1. ↑  연재  당시 제목은"벌을 사랑한 용의자"
2. ↑  작가가 각본을 담당한 동명의 애니메이션 영화를 소설화
3. ↑  에세이를 실은 엔솔러지